# Шахтарське (автостанція)
Автостанція «Шахтарське» — єдина автостанція в місті Шахтарське Синельниківського району Дніпропетровської області, яка входить до складу ПАТ «ДОПАС».

## Основні напрямки

### Місцевого формування
- Шахтарське — Дніпро
- Шахтарське — Павлоград
- Шахтарське — Петропавлівка

### Транзитні
- Петропавлівка — Васильківка
- Дніпро — Петропавлівка